# سرعوف جميل
سرعوف جميل (الاسم العلمي: Mantis splendida) هو نوع من الحشرات يتبع جنس السرعوف المصلي من فصيلة السراعيف المصلية. تم وصف هذا النوع من الحشرات علمياً لأول مرة من قبل فيلهلم دي هان (بالإنجليزية: Wilhem de Haan)‏ سنة 1842.